# Congrés obrer de 1888
El Congrés Obrer de Barcelona de 1888 es va celebrar a Barcelona entre el 12 i el 14 d'agost de 1888, durant la Regència de María Cristina d'Habsburg, i en ell es va constituir la Unió General de Treballadors, la central sindical vinculada al PSOE que nou dies després va celebrar el seu I Congrés. D'aquesta forma es va plantejar «per primera vegada en la història d'Espanya, la definició neta i diferent entre partit de la classe obrera (que aspira a l'exercici del poder) i organització de resistència o sindicat, orientat a defensar els interessos de tots els treballadors en les seves relacions de producció (amb els patrons o empreses) i, en general, de les seves condicions de vida».

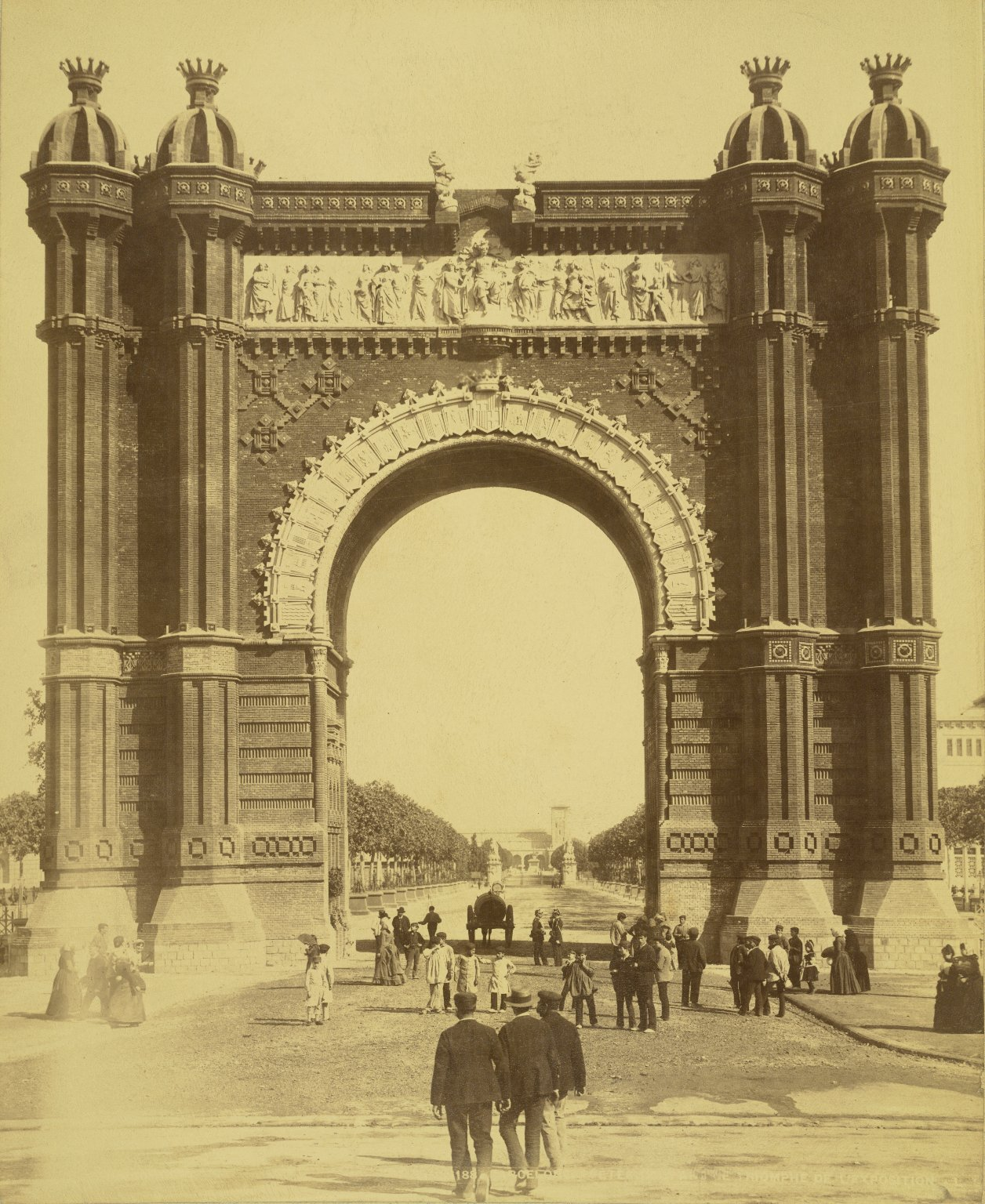
Arc de Triomf de Barcelona

## Antecedents
El grup Marxista madrileny expulsat de la Federació Regional Espanyola de l'AIT al juny de 1872 i que al mes següent va constituir l'efímera Nova Federació Madrilenya, al maig de 1879 va fundar el Partit Socialista Obrer Espanyol. Durant el període de clandestinitat iniciat el gener de 1874, quan es va decretar la prohibició de la Primera Internacional a Espanya havia utilitzat com a cobertura legal l'Associació de l'Art d'Imprimir.
El 20 de juliol de 1879 es va celebrar la primera assemblea del nou partit en una taverna del carrer Visitació —a la qual van assistir 21 persones—  en la què es va triar a la primera Comissió Executiva del partit —Pablo Iglesias, secretari; Innocent Calleja, tresorer; Alexandre Ocina, comptador; i Alejandro Calderón i Gonzalo Zubiarre, vocals— i es va aprovar el «Manifest i Programa», «fins tant un congrés obrer» ho «ratifiqués o esmenés». En aquest document es deia:
| « | […] El Partit Democràtic Socialista Obrer Espanyol declara que la seva aspiració és: l'abolició de les classes, o sigui l'emancipació completa dels treballadors; la transformació de la propietat individual en propietat social o de la societat sencera; la possessió del Poder polític per la classe treballadora. | » |

El primer grup del partit que es va crear fora de Madrid va ser el de Guadalajara i el següent el de Barcelona gràcies al viatge del tipògraf Toribio Reoyo que va contactar amb Josep Pàmias, director de El Obrero, i amb membres del moviment societari». El grup de Barcelona va decidir editar clandestinament el Manifiesto y Programa aprovat el 20 de juliol però va introduir algunes modificacions com «La constitució de la societat sobre la base de la federació econòmica, de l'organització científica del treball i de l'ensenyament integral per a tots els individus de tots dos sexes», i va precisar més els objectius polítics immediats com la consecució del sufragi universal. Més tard van sorgir dos nuclis més del partit a València i a Sant Martí de Provençals.